# Louise Goodall
Louise Goodall (* 1962 in Glasgow) ist eine britische Filmschauspielerin.

## Leben
Louise Goodall ist seit Mitte der 1980er Jahre als Filmschauspielerin im Vereinigten Königreich tätig. Für ihre Rolle der Sarah Downie in Mein Name ist Joe wurde sie für den British Independent Film Award und den London Critics’ Circle Film Award als beste Schauspielerin nominiert. Im Drama Aberdeen von 2000 spielte sie Sara, in der Serie Rockface spielte sie Betty Farinelli ab 2002.

## Filmografie (Auswahl)
- 1989: Dream Baby
- 1996: Carla’s Song
- 1997: Sackgasse Leben (Bumping the Odds)
- 1998: Mein Name ist Joe (My Name is Joe)
- 2000: Aberdeen
- 2002–2003: Rockface (Fernsehserie, 13 Folgen)
- 2010: Neds
- 2013: Not Another Happy Ending